# Leptagonus
Leptagonus is een monotypisch geslacht van straalvinnige vissen uit de familie van harnasmannen (Agonidae). Het geslacht is voor het eerst wetenschappelijk beschreven in 1862 door Gill.

## Soort
- Leptagonus decagonus Bloch & Schneider, 1801